# یک مرد و یک شهر
یک مرد و یک شهر فیلمی به کارگردانی و نویسندگی امیر شروان محصول سال ۱۳۵۰ است.

## داستان
احمد راننده‌ای است که هر از گاه دچار بیماری روحی و در آسایشگاه روانی بستری می‌شود…

## بازیگران
- بهروز وثوقی
- مرجان
- رضا بیک ایمانوردی
- آرمان
- پرویز جعفری
- رضا عبدی